# Разенков Гаврило Степанович
Гаври́ло Степа́нович Разенко́в (2 (15) січня 1915, село Озірки, Тербунський район, Липецька область, Російська імперія — 13 лютого 1944, село Дашуківка, Лисянський район, Київська область, УРСР) — Герой Радянського Союзу.

Братська могила в селі Крива.

Братська могила в селі Крива.

Командир батареї 255-го гвардійського винищувально-протитанкового артилерійського полку (11-та гвардійська винищувально-протитанкова артилерійська бригада, 1-й Український фронт), гвардії старший лейтенант.

## З життєпису
Народився 2 (15) січня 1915 року в селі Озірки нині Тербунського району Липецької області в родині робочого. Росіянин. Член ВКП(б)/КПРС з 1942 року. Закінчив гірничопромислове училище в місті Красний Луч Луганської області. Працював на шахті.
В Червоній Армії з 1937—40 та з 1941 року. Учасник радянсько-фінської війни 1939—40 років. На фронті у Другій світовій війні з червня 1941 року.
Гвардії старший лейтенант Разенков протягом форсування Дніпра на чолі батареї 255-го гвардійського винищувально-протитанкового артилерійського полку 11-ї гвардійської винищувально протитанкової артилерійської бригади 1-го Українського фронту переправився на правий берег разом з передовими загонами нашої піхоти. Відбиваючи контратаку гітлерівців, батарея в жорсткому бою підбила десять танків ворога.
13 лютого 1944 року фашисти намагалися прорватися до своїх оточених військ в районі Корсуня. Після півгодинної артпідготовки та бомбардувань з повітря, ворог розпочав атаку 120-ма танками. З них 40 танків йшло на батарею в районі села Дашуківка Лисянського району. Бій тривав три години. Під час бою обслуга однієї з гармат вийшла з ладу. Разенков став до панорами гармати, та підпустив до себе ворожі машини, відкрив по ним вогонь. Командир батареї підбив п'ять танків, але й сам загинув у тому бою.
Наказом Президії Верховної Ради СРСР від 23 серпня 1944 року за мужність, відвагу та героїзм, проявленні в боротьбі з німецькими загарбниками, гвардії старшому лейтенанту Разенкову Гаврилі Степановичу посмертно присвоєне звання Героя Радянського Союзу.
Нагороджений двома орденами Леніна.
Похований в селі Крива Таращанського району Київської області.
У місті Красний Луч встановлено пам'ятний бюст Герою, його іменем названі вулиці в місті Красний Луч та селищі міського типу Тербуни Липецької області.